# Hedwiżyn (gromada)
Hedwiżyn – dawna gromada, czyli najmniejsza jednostka podziału terytorialnego Polskiej Rzeczypospolitej Ludowej w latach 1954–1972.
Gromady, z gromadzkimi radami narodowymi (GRN) jako organami władzy najniższego stopnia na wsi, funkcjonowały od reformy reorganizującej administrację wiejską przeprowadzonej jesienią 1954 do momentu ich zniesienia z dniem 1 stycznia 1973, tym samym wypierając organizację gminną w latach 1954–1972.
Gromadę Hedwiżyn z siedzibą GRN w Hedwiżynie utworzono – jako jedną z 8759 gromad na obszarze Polski – w powiecie biłgorajskim w woj. lubelskim na mocy uchwały nr 6 WRN w Lublinie z dnia 5 października 1954. W skład jednostki weszły obszary dotychczasowych gromad Dyle, Kajetanówka i Rapy Dylańskie oraz miejscowości Hedwiżyn stacja kolejowa, Teodorówka-Państwowy Dom Dziecka, Wola Duża wieś i Wola Mała wieś z dotychczasowej gromady Wola ze zniesionej gminy Puszcza Solska, a także miejscowość Żelebsko kolonia z dotychczasowej gromady Kąty ze zniesionej gminy Frampol – w powiecie biłgorajskim; ponadto obszar dotychczasowej gromady Hedwiżyn oraz miejscowości Dębinki gajówka, Ratwica wieś, Wolaniny wieś i Brodziaki gajówka z dotychczasowej gromady Bukownica ze zniesionej gminy Tereszpol w powiecie zamojskim w tymże województwie. Dla gromady ustalono 18 członków gromadzkiej rady narodowej.
1 stycznia 1962 gromadę zniesiono, włączając jej obszar do gromad: Biłgoraj (wsie Cyncynopol, Dyle, Ignatówka, Kajetanówka, Rapy Dylańskie, Ratwica, Wola Duża, Wola Mała i Wolaniny, osady leśne Brodziaki i Dęblinki, kolonie Chlebna i Żelebsko, Państwowy Zakład Specjalny dla Dzieci w Teodorówce oraz stację kolejową Hedwiżyn) i Tereszpol-Zaorenda (wieś i osadę leśną Hedwiżyn) w tymże powiecie.